# Juhaska Kopa

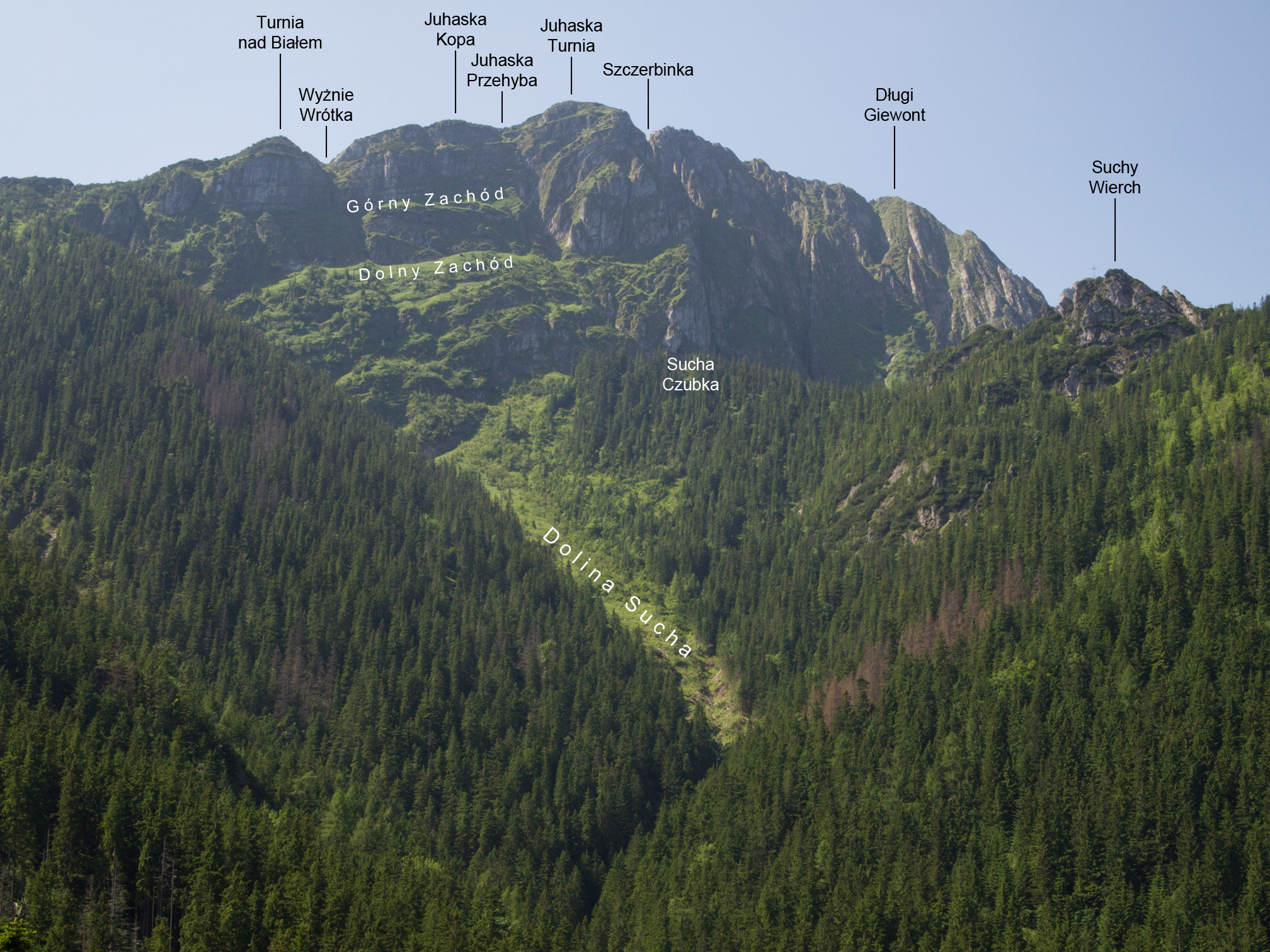

Juhaska Kopa – niewielkie wybrzuszenie w grani Długiego Giewontu w polskich Tatrach Zachodnich pomiędzy Juhaską Przehybą a Wyżnimi Wrótkami. Północne stoki opadają ścianą zarówno do Doliny Suchej (odnoga Doliny Białego), jak i do żlebu Banie w górnej części Doliny Strążyskiej. Stoki południowe opadają do Doliny Kondratowej.
Północna ściana Juhaskiej Kopy przecięta jest czterema dość trudnymi do pokonania progami, powyżej nich znajdują się zachody. Największe z nich to Górny Zachód i Dolny Zachód. Na Dolnym Zachodzie jeszcze do lat 30. XX wieku wypasano owce. Pasterze i ratownicy tatrzańscy znali sposoby obejścia progów, taternicy pokonali ścianę również na wprost przez progi. Pierwsze przejście: Stanisław Miśkowiec i Tadeusz Możdżeń 3 sierpnia 1971 (IV stopień trudności w skali trudności UIAA). Władysław Cywiński wyznaczył na tej ścianie inną, łatwiejszą drogę i przeszedł ją 29 maja 1988 (w jednym tylko miejscu III stopień trudności). Trasa, którą przeszedł W. Cywiński, jest najłatwiejszą z wszystkich dróg wspinaczkowych na całej północnej ścianie Długiego Giewontu.

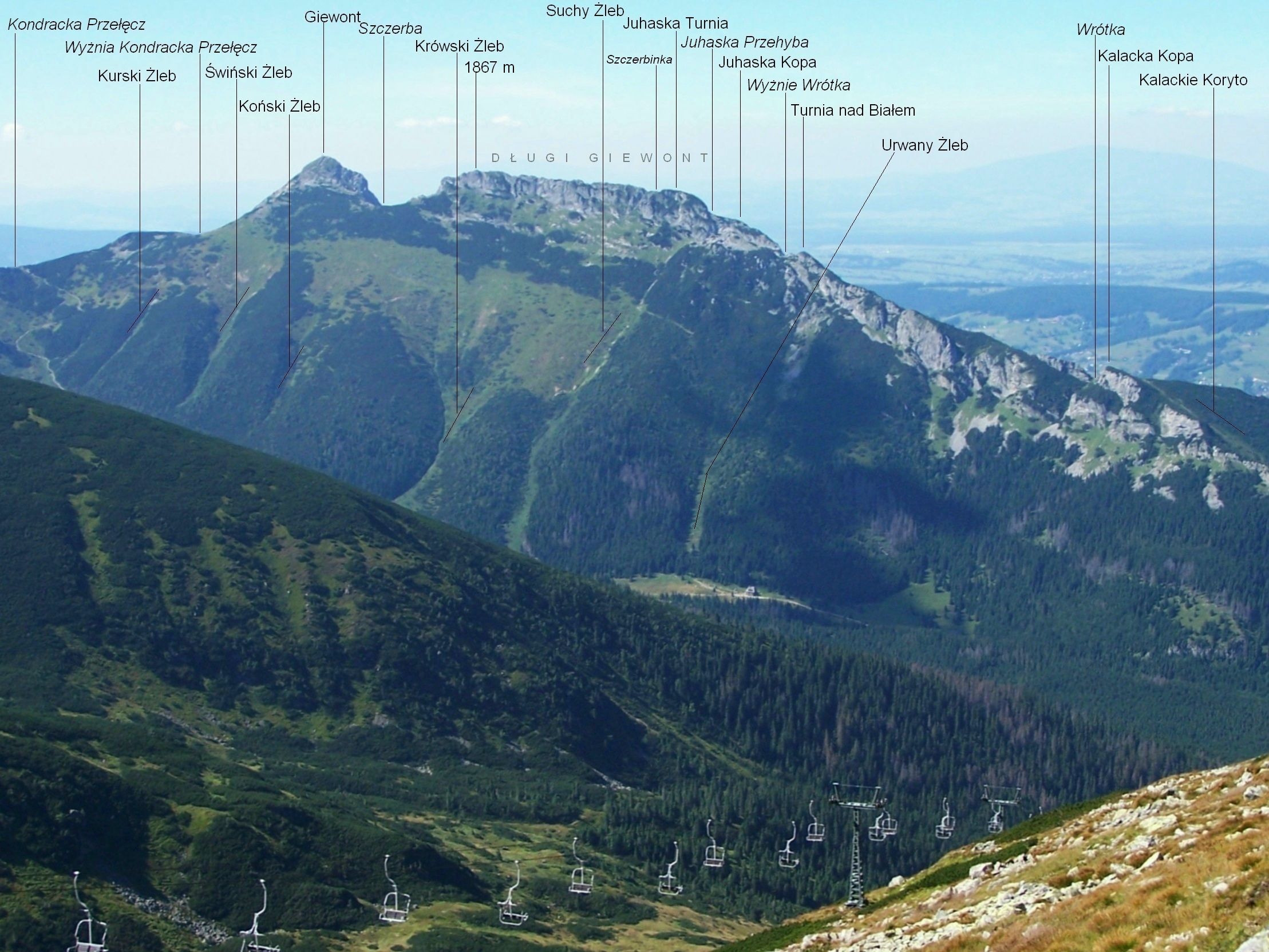
Widok na Wyżnie Wrótka z Kasprowego Wierchu